# Parada (genus)
Parada is een geslacht van wantsen uit de familie van de Tingidae (Netwantsen). Het geslacht werd voor het eerst wetenschappelijk beschreven door Géza Horváth in 1925.

## Soorten
Het genus bevat de volgende soorten:

- Parada absona Drake, 1952
- Parada approba (Drake, 1961)
- Parada darlingtoni Drake, 1952
- Parada hackeri Drake, 1952
- Parada majuscula Guilbert, 2000
- Parada minuta Guilbert, 2000
- Parada paitae Guilbert, 2000
- Parada popla Drake, 1942
- Parada solla Drake & Ruhoff, 1961
- Parada taeniophora (Horváth, 1925)
- Parada torta Drake, 1942